# Sydamerikansk strandskata
Sydamerikansk strandskata (Haematopus ater) är en vadarfågel i familjen strandskator inom ordningen vadarfåglar.

## Utseende
Sydamerikansk strandskata är en 43–45,5 cm lång, helt svartaktig strandskata med relativt kraftig kropp, kraftig röd näbb och hudfärgade ben. Arten är näranog identisk med nordamerikanska arten klippstrandskata med brunsvart rygg och svart på huvud, hals och undersida. Den skiljer sig subtilt med något kortare stjärt, som knappt sticker ut utanför vingarna på stående fågel, och kraftigare näbb, ofta med ett tydligt "trappsteg" på undre näbbhalvan.

## Läte
Lätet är likt andra strandskator, i engelsk litteratur återgivet som ett högljutt och explosivt "wheep!" och pipiga "pip-pip-pip-pip-pip".

## Utbredning och systematik
Sydamerikansk strandskata förekommer från norra Peru till Tierra del Fuego och Falklandsöarna, vintertid till Uruguay. Vissa inkluderar den nordligare arten klippstrandskata (H. bachmani) i sydamerikansk strandskata. Den behandlas som monotypisk, det vill säga att den inte delas in i några underarter.

## Levnadssätt
Sydamerikansk strandskata hittas utmed klippiga kuster och kring intilliggande sandstränder och flodmynningar. Den ses enstaka eller i par, mindre ofta i småflockar då den ofta beblandar sig med magellanstrandskata och framför allt amerikansk strandskata.

## Status
Internationella naturvårdsunionen IUCN kategoriserar arten som livskraftig, men inkluderar även klippstrandskata i bedömningen. Populationsutvecklingen är oklar. Världspopulationen, inklusive klippstrandskatan, tros bestå av 32 000-134 000 individer.

## Bilder

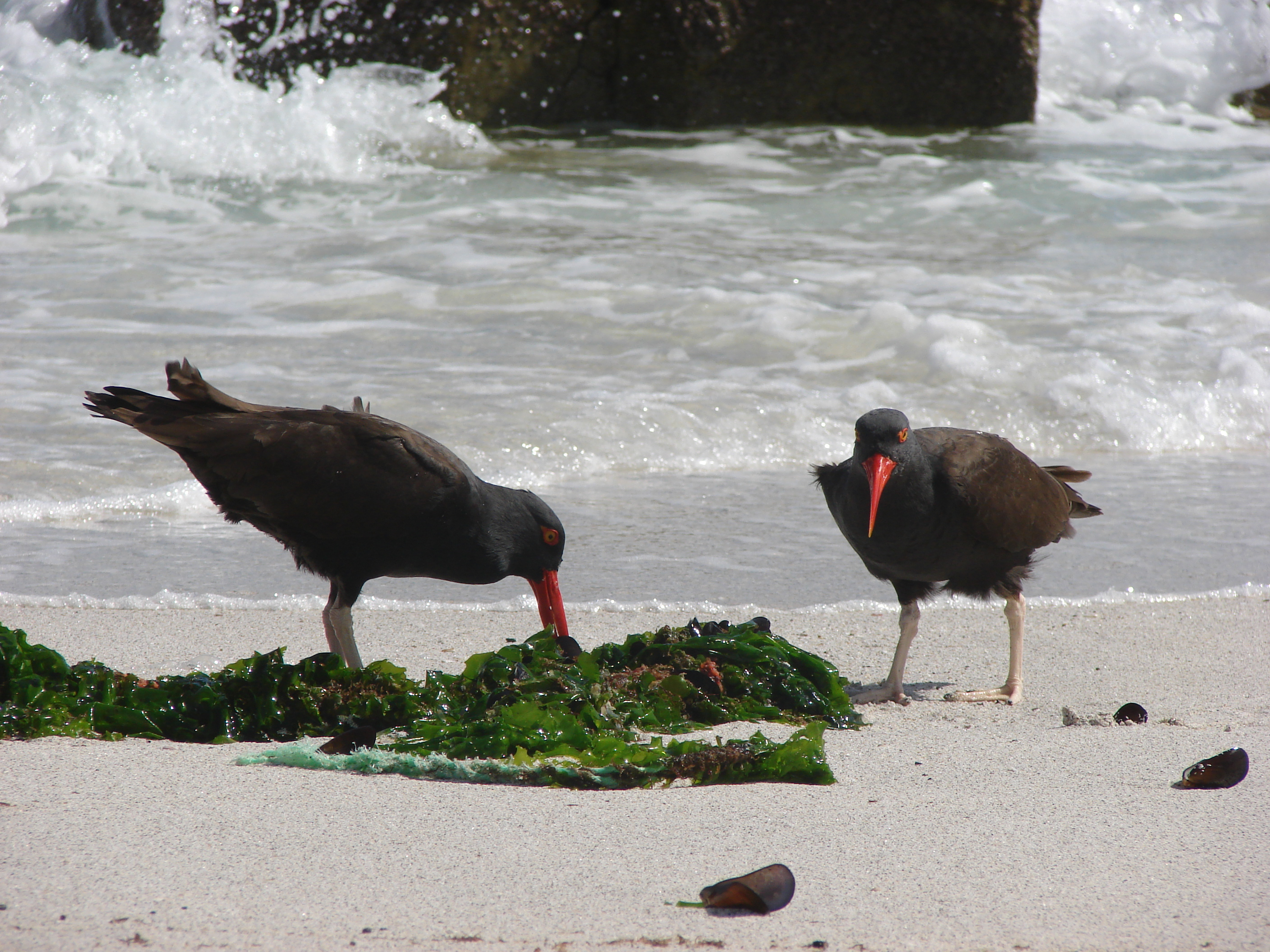
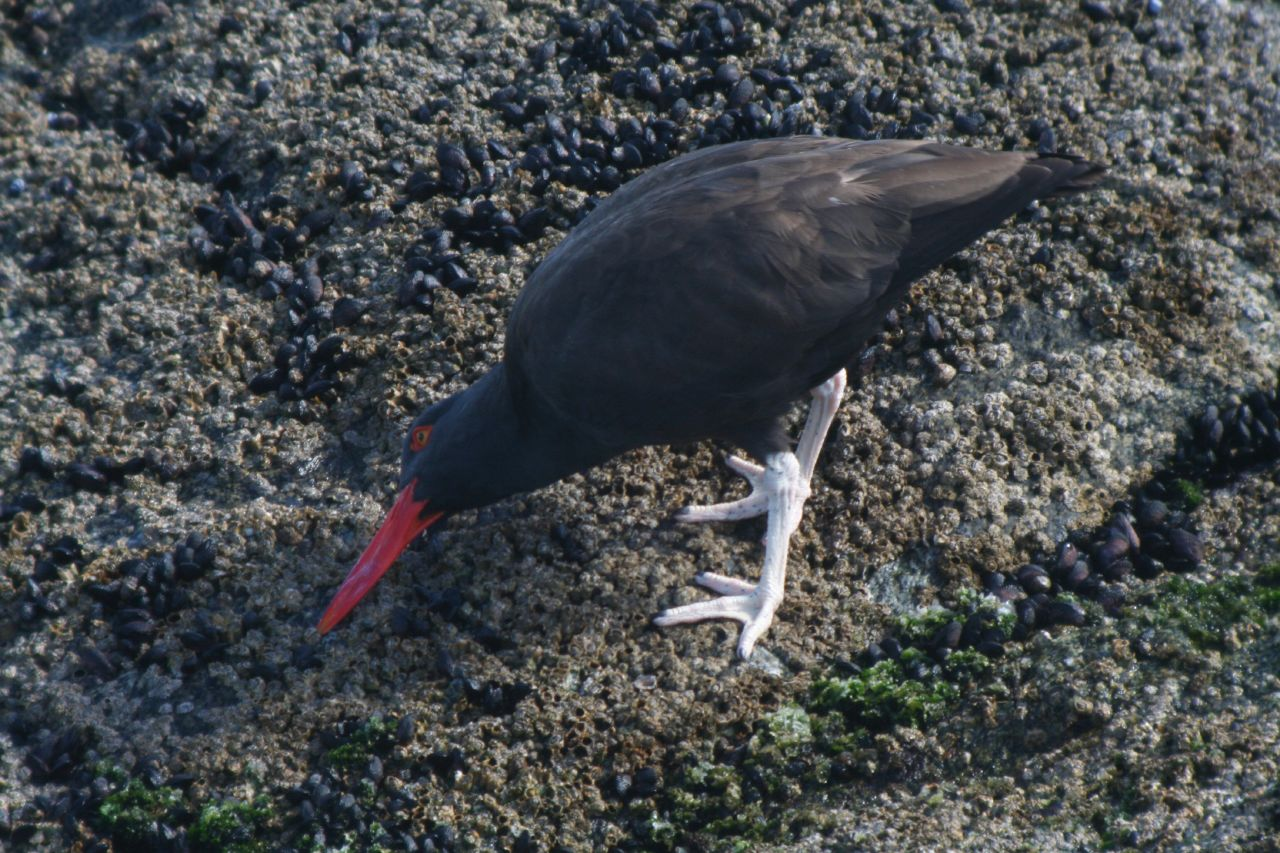
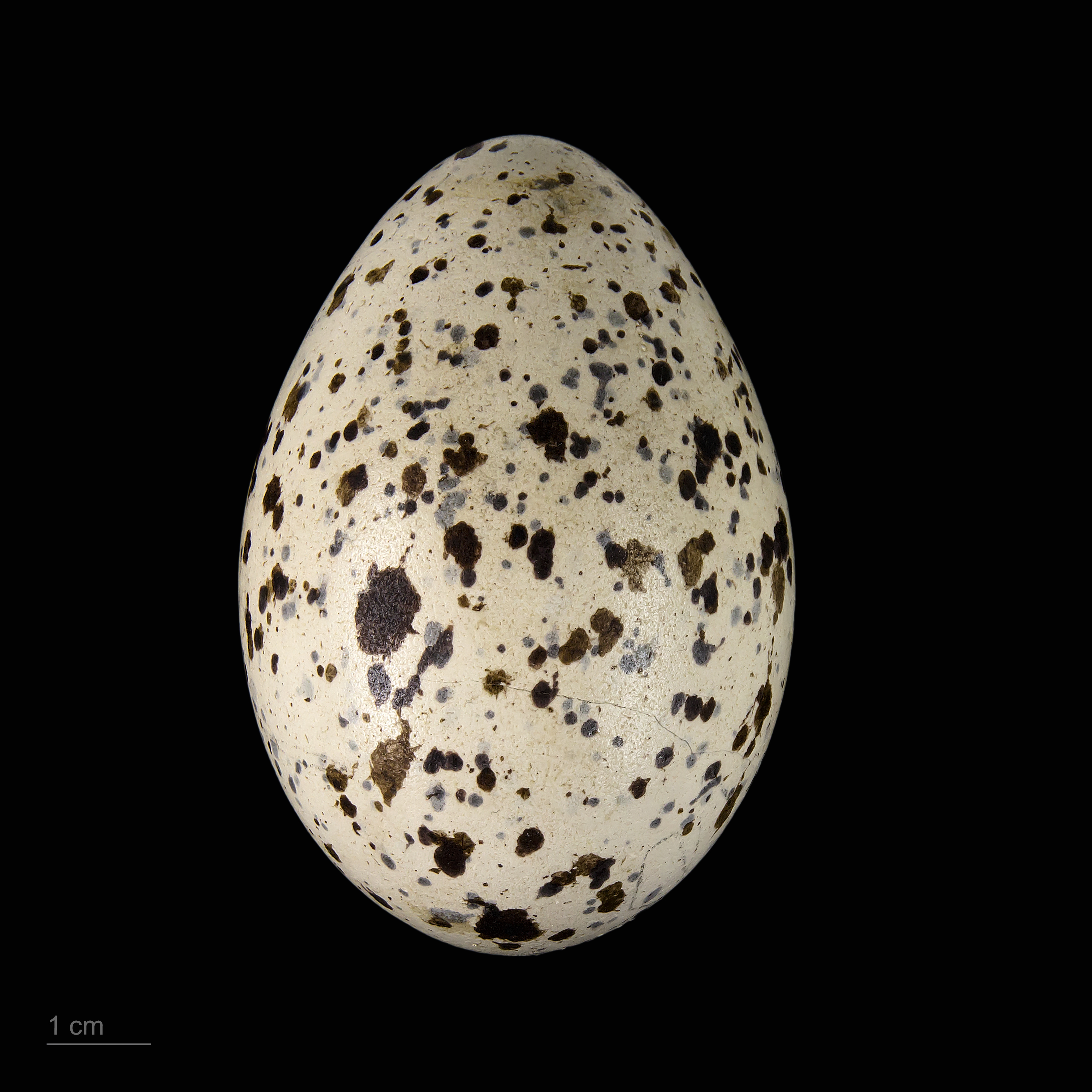
Museum specimen